# Miguel Adrover Torregrosa
Miguel Adrover Torregrosa (Alicante, 22 de abril de 1922-Madrid, 26 de junio de 1945) fue un futbolista español que jugaba en la demarcación de delantero.

## Biografía
Nació en el seno de una familia humilde, en la calle Carlota Pasarón del barrio alicantino de San Blas-Santo Domingo. Fue el cuarto hijo de Manuela Torregrosa Marcos y Catalino Adrover, trabajador ferroviario de la cercana estación de Alicante-Terminal.
Comenzó a jugar a fútbol de niño en las escuelas salesianas de su barrio junto a su hermano Javier. Luego destacó en equipos locales, como el Arenas de San Blas y fue fichado por el Alicante.
Al final de la Guerra Civil Española, ingresó en el Hércules C.F., donde con 17 años fue el mejor jugador del equipo. Jugó como extremo derecho y fue titular en el equipo desde el principio y esto hizo que tuviera renombre en los primeros años de la posguerra. Tras el descenso del equipo en 1942, le llegó el momento de realizar el servicio militar y se alistó como voluntario en el Ejército del Aire. Poco después fue fichado por el Atlético Aviación, hoy Atlético de Madrid, donde jugó como titular en el equipo.
Cuando estaba en el mejor momento de su carrera, cayó enfermo en mayo del 1945. Nunca se han llegado a aclarar las causas, aunque popularmente se señaló a una intoxicación de marisco en Galicia. Seis días después de su último partido del 20 de mayo contra el Oviedo contrajo unas fiebres tifoideas que le produjeron una peritonitis, a consecuencia de la cual falleció el 26 de junio.

## Clubes
| Club               | País   | Año       | Partidos | Goles |
| ------------------ | ------ | --------- | -------- | ----- |
| Hércules C.F.      | España | 1939-1942 | 64       | 6     |
| Atlético de Madrid | España | 1942-1945 | 75       | 23    |